# デスフルラン

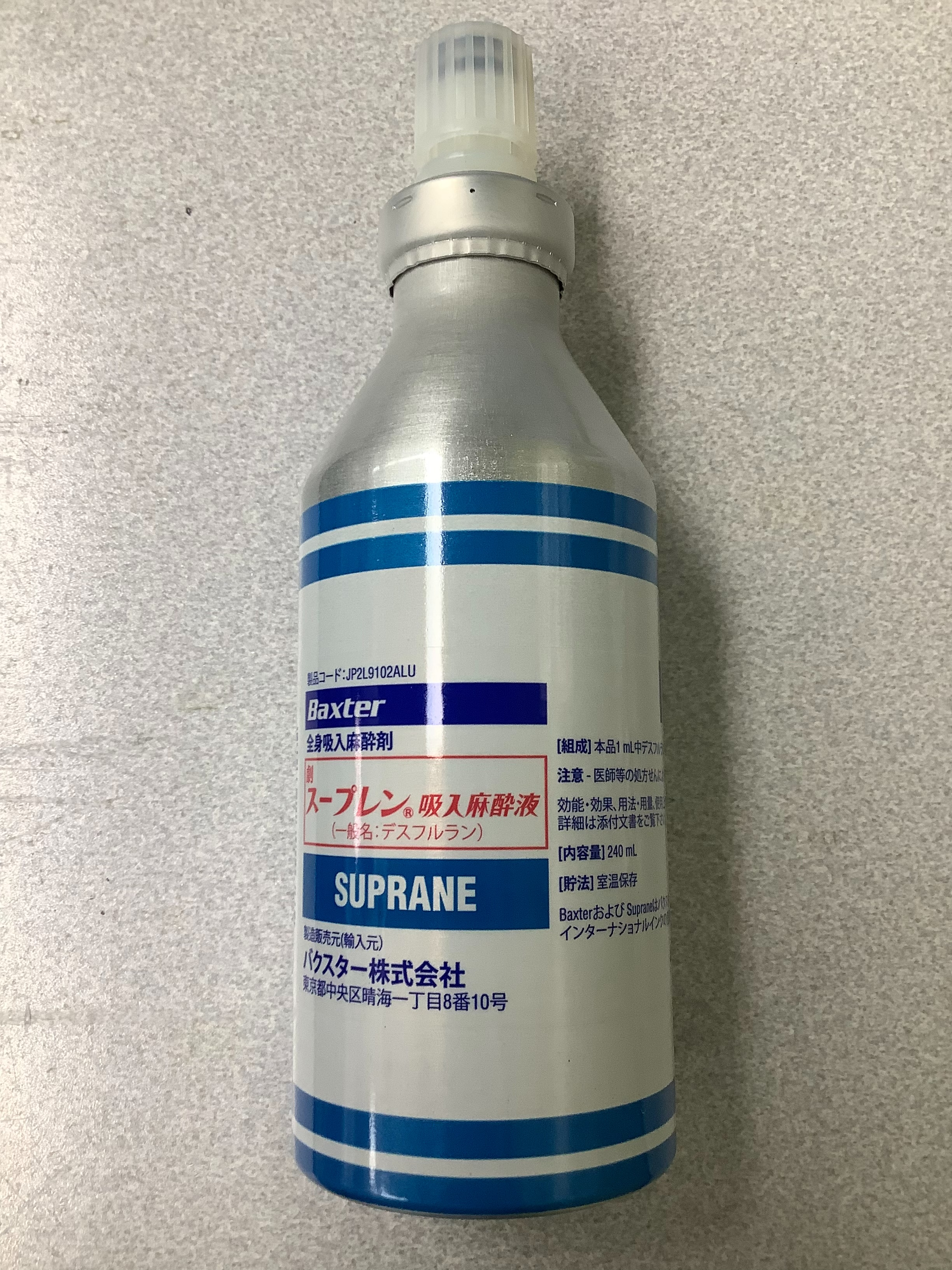
デスフルランのボトル。誤注入を避けるためにボトル先端は専用気化器のみ嵌合する(フールプルーフの一種)。

デスフルラン（1,2,2,2-テトラフルオロエチルジフルオロメチルエーテル）は、全身麻酔の維持に使用されるハロゲン化エーテルの一種である。ハロタン、エンフルラン、イソフルランと同様に、（R）と（S）の光学異性体（エナンチオマー）のラセミ混合物である。人体への使用に関しては、セボフルランと同様、イソフルランに徐々にとって代わりつつある。発展途上国においては高価なために普及が遅れている。血液への溶解度が低いため、全身麻酔に使用される揮発性麻酔薬の中では最も効果の発現と消失が迅速である。商品名はスープレン。吸入麻酔薬としてのカラーコードは青。製品容器や専用気化器には青い色帯がある。
デスフルランのいくつかの欠点は、力価が低いこと、刺激性があること、およびコストが高いことである(ただし、新鮮ガスの流量が少ない場合、デスフルランとイソフルランのコストの差はほとんどないように思われる)。10%を超える濃度で投与すると、頻脈および気道過敏症を引き起こす可能性がある。この気道過敏性のため、デスフルランは、緩徐導入に使用されることはほとんどない。
気化しやすいが、常温では液体である。麻酔器には、液体のデスフルランを一定の温度に加熱する特殊な麻酔気化器ユニットが取り付けられている。これにより、一定の蒸気圧で薬剤を利用できるようになり、周囲温度の変動が麻酔器の新鮮ガス流量に与える薬剤の濃度に及ぼす影響を打ち消すことができる。
デスフルランは、エンフルランおよびより少ない程度のイソフルランとともに、麻酔回路内の二酸化炭素吸収剤と反応して、麻酔薬の分解を通じて検出可能なレベルの一酸化炭素を生成することが示されている。CO2吸収剤バラライムは、乾燥すると、デスフルランの分解による一酸化炭素の生成に最も影響を与えるが、吸収剤ソーダライムでも見られる。二酸化炭素吸収剤の乾燥状態は、大量の新鮮ガス流量に起因するものなど、この現象を助長する。吸入麻酔薬の中では地球温暖化に与える悪影響が最も強い。

## 薬理学
デスフルランは、GABAAおよびグリシン受容体の陽性アロステリックモジュレーターおよびニコチン性アセチルコリン受容体の陰性アロステリックモジュレーターとして作用し、他のリガンド依存性イオンチャネルに影響を及ぼすことが知られている。

## 立体化学
デスフルランは、2つのエナンチオマーのラセミ体である。
| デスフルランの鏡像異性体 | デスフルランの鏡像異性体 |
| ------------------------ | ------------------------ |
| (R)-エナンチオマー       | (S)-エナンチオマー       |

## 物理的特性
| 沸点 :               | 23.5℃または74.3°F | (1気圧時) |       |
| 密度 :               | 1.465g/cm³        | (20℃)     |       |
| 分子量 :             | 168               |           |       |
| 蒸気圧:              | 88.5kPa           | 672mmHg   | (20℃) |
|                      | 107kPa            | 804mmHg   | (24℃) |
| 血液:ガス分配係数:   | 0.42              |           |       |
| 石油：ガス分配係数 : | 19                |           |       |
| MAC :                | 6体積%            |           |       |

## 地球温暖化の可能性
デスフルランは温室効果ガスである。デスフルランの20年間の地球温暖化係数、GWP(20)は3714であり、これは、排出される1トンのデスフルランが大気中の3,714トンの二酸化炭素に相当し、セボフルランやイソフルランよりもはるかに高いことを意味する。麻酔ガス間の有意義な比較のためには、地球温暖化係数に加えて、薬剤の効力と新鮮ガス流量を考慮する必要がある。セボフルランは2リットル/分（LPM）、デスフルランとイソフルランは1LPMで最小肺胞濃度（MAC）1回に必要な定常時の麻酔薬の量をGWPで重み付けすると、それぞれの麻酔薬の臨床的な量を比較することができるようになる。MAC時間当たりで見ると、デスフルランのライフサイクル全体のGHG影響は、イソフルランとセボフルラン（1最小肺胞濃度時間）よりも20倍以上高い。世界で使用されている麻酔ガスは、100万台の自動車に相当する量が地球温暖化に寄与しているという説もある。この推定は、麻酔科医が公害防止を軽視している理由としてよく挙げられるが、これには問題がある。この推定値は、米国の1つの施設の麻酔慣行のみから推定されたものであり、この施設は実質的にはデスフルランを使用していない。研究者は亜酸化窒素を計算に入れなかったため、1回の麻酔につき17キログラムのCO2という誤った平均値を報告している。ただし、一部デスフルランを使用し、亜酸化窒素を使用している施設は、麻酔1回あたり平均175 - 220キログラムのCO2を排出していることになる。したがって、吸入麻酔薬の地球温暖化への寄与は過小評価されている可能性が高く、Sulbaek-Andersonのグループは依然として吸入麻酔薬の排出防止を提唱している。

## 参考資料
- Eger, Eisenkraft, Weiskopf. The Pharmacology of Inhaled Anesthetics. 2003.
- Rang, Dale, Ritter, Moore. Pharmacology 5th Edition. 2003.
- Martin Bellgardt: Evaluation der Sedierungstiefe und der Aufwachzeiten frisch operierter Patienten mit neurophysiologischem Monitoring im Rahmen der Studie: Desfluran versus Propofol zur Sedierung beatmeter Patienten. Bochum, Dissertation, 2005 (pdf)
- Susanne Lohmann: Verträglichkeit, Nebenwirkungen und Hämodynamik der inhalativen Sedierung mit Desfluran im Rahmen der Studie: Desfluran versus Propofol zur Sedierung beatmeter Patienten. Bochum, Dissertation, 2006 (pdf)
- Patel SS, Goa KL (1995). “Desflurane. A review of its pharmacodynamic and pharmacokinetic properties and its efficacy in general anaesthesia”. Drugs 50 (4):  742–67. doi:10.2165/00003495-199550040-00010. PMID 8536556.